# لوري ساندري
لوري باولو ساندري (بالبرتغالية: Lori Sandri‏) من مواليد 29 يناير 1949 في مدينة ريو غراندي دو سول في البرازيل و توفي يوم السبت 2014/10/4، وقد درب فرق عربية، مدرب كرة قدم برازيلي.

## مهنة التدريب
بدأ مسيرته التدريبية مع نادي أتليتكو باراناينس البرازيلي في عام 1979، ثم انتقل إلى فريق كريزوما البرازيلي في عام 1981 ، ثم عاد إلى نادي أتليتكو باراناينس البرازيلي في عام 1983 ، ثم انتقل إلى نادي سانتا كروز البرازيلي في عام 1984 ،

## الوفاة
توفي لاعب كرة القدم البرازيلي، ومدرب منتخب الإمارات السابق، لوري ساندري، (65 عاماً) بعد صراع مع مرض سرطان المخ، بحسب ما أعلنته عائلته.ولفظ ساندري أنفاسه الأخيرة اليوم السبت، في مدينة كوريتيبا، عاصمة ولاية بارانا جنوبي البرازيل
.وكان فريق بوتافوغو هو الأخير الذي تولى ساندري تدريبه قبل أن يعتزل في العام 2012 للتفرغ للعلاج.

## روابط خارجية
- لوري ساندري على موقع قاعدة بيانات كرة القدم.إي يو (الإنجليزية)
- لوري ساندري على موقع Soccerway.com (الإنجليزية)
- لوري ساندري على موقع عالم كرة القدم.نت (الإنجليزية)